# Passiflora ovata
Passiflora ovata DC. – gatunek rośliny z rodziny męczennicowatych (Passifloraceae Juss. ex Kunth in Humb.). Występuje naturalnie w południowej części Wenezueli, Gujanie oraz Gujanie Francuskiej. 

## Morfologia
PokrójZielne, nagie liany.
LiściePodłużne lub podłużnie owalne, zaokrąglone u podstawy, prawie skórzaste. Mają 6–11 cm długości oraz 3,5–6,5 cm szerokości. Całobrzegie, z zaokrąglonym lub ściętym wierzchołkiem. Ogonek liściowy jest owłosiony i ma długość 15–30 mm. Przylistki są liniowe o długości 2 mm.
KwiatyPojedyncze. Działki kielicha są lancetowate, mają 2 cm długości. Płatki są lancetowate, mają 1,5–2 cm długości. Przykoronek ułożony jest w jednym rzędzie, ma 10 mm długości.

## Biologia i ekologia
Występuje wśród roślinności krzewiastej na wysokości 900–1000 m n.p.m.